# Nicklas Utgren
Nicklas Utgren (ur. 12 stycznia 1969 w Vänersborgu) – szwedzki tenisista.

## Kariera tenisowa
Utgren osiągał większe sukcesy w deblu niż w singlu, na co wskazywała jego pozycja w rankingu ATP World Tour – najwyższe – 138. miejsce w rankingu singlowym osiągnął 20 listopada 1989 roku, natomiast najwyższą lokatę w deblu (55. pozycja) osiągnął 23 lipca 1990 roku.
W przeciągu kariery osiągnął trzy finały zawodów gry podwójnej, ale udało mu się wygrać tylko jeden.

### Finały turniejów ATP World Tour
| Legenda                                      |
| -------------------------------------------- |
| Wielki Szlem                                 |
| Igrzyska olimpijskie                         |
| Tennis Masters Cup / ATP Finals              |
| ATP Masters Series / ATP Tour Masters 1000   |
| ATP International Series Gold / ATP Tour 500 |
| ATP International Series / ATP Tour 250      |

#### Gra podwójna (1–2)
| Końcowy wynik | Nr | Data | Turniej   | Nawierzchnia | Partner        | Przeciwnicy                 | Wynik finału  |
| ------------- | -- | ---- | --------- | ------------ | -------------- | --------------------------- | ------------- |
| Zwycięzca     | 1. | 1989 | Båstad    | Ceglana      | Per Henricsson | Josef Čihák Karel Nováček   | 7:5, 6:2      |
| Finalista     | 1. | 1990 | Stuttgart | Ceglana      | Per Henricsson | Pieter Aldrich Danie Visser | 3:6, 4:6      |
| Finalista     | 2. | 1991 | Nicea     | Ceglana      | Vojtěch Flégl  | Rikard Bergh Jan Gunnarsson | 4:6, 6:4, 3:6 |